# Ponte da Cavada Velha
A Ponte Nova, Ponte da Cavada Velha ou como também é referida Ponte da Cava da Velha, é uma ponte romana situada sobre o rio Laboreiro, no perímetro do Parque Nacional da Peneda-Gerês, localizada nas proximidades da inverneira de Assureira, a 3 km a sul do centro de Castro Laboreiro, município de Melgaço, distrito de Viana do Castelo.
A Ponte da Cavada Velha está classificada como Monumento Nacional desde 1986.

## História

### Cronologia
- Século I - época provável da construção;
- c. século XII - século XIII - foi alvo de uma reformulação na Baixa Idade Média; recebeu novo lajeamento e guardas de cantaria;[4]
- 1986 - classificado Monumento Nacional pelo Estado português.

## Características
Ponte em cavalete pronunciado (tabuleiro em forma de 'V' invertido), formando duas rampas inclinadas, assente em dois arcos de volta perfeita, com tamanhos muito desiguais, tendo o maior um vão de 10,5 metros e 7,5 metros de altura, e o menor, um vão de apenas 1,7 metros e 3,3 metros de altura. Os arcos são formados por aduelas almofadadas, e o pavimento é constituído por grandes lajes e guardas de cantaria. O tabuleiro tem cerca de 3 metros de largura, vencendo um vão total superior a 20 metros. Para reforçar o pilar e os proteger da força das águas, este possui contrafortes, talha-mar triangular a montante e talhante rectangular a jusante.

## Acesso
O acesso faz-se a pé percorrendo cerca de 120 metros por um antigo caminho lajeado, partindo da  estrada CM1160 que liga Castro Laboreiro a Ribeiro de Baixo, 75 metros a Sul da capela de São Brás.

## Galeria

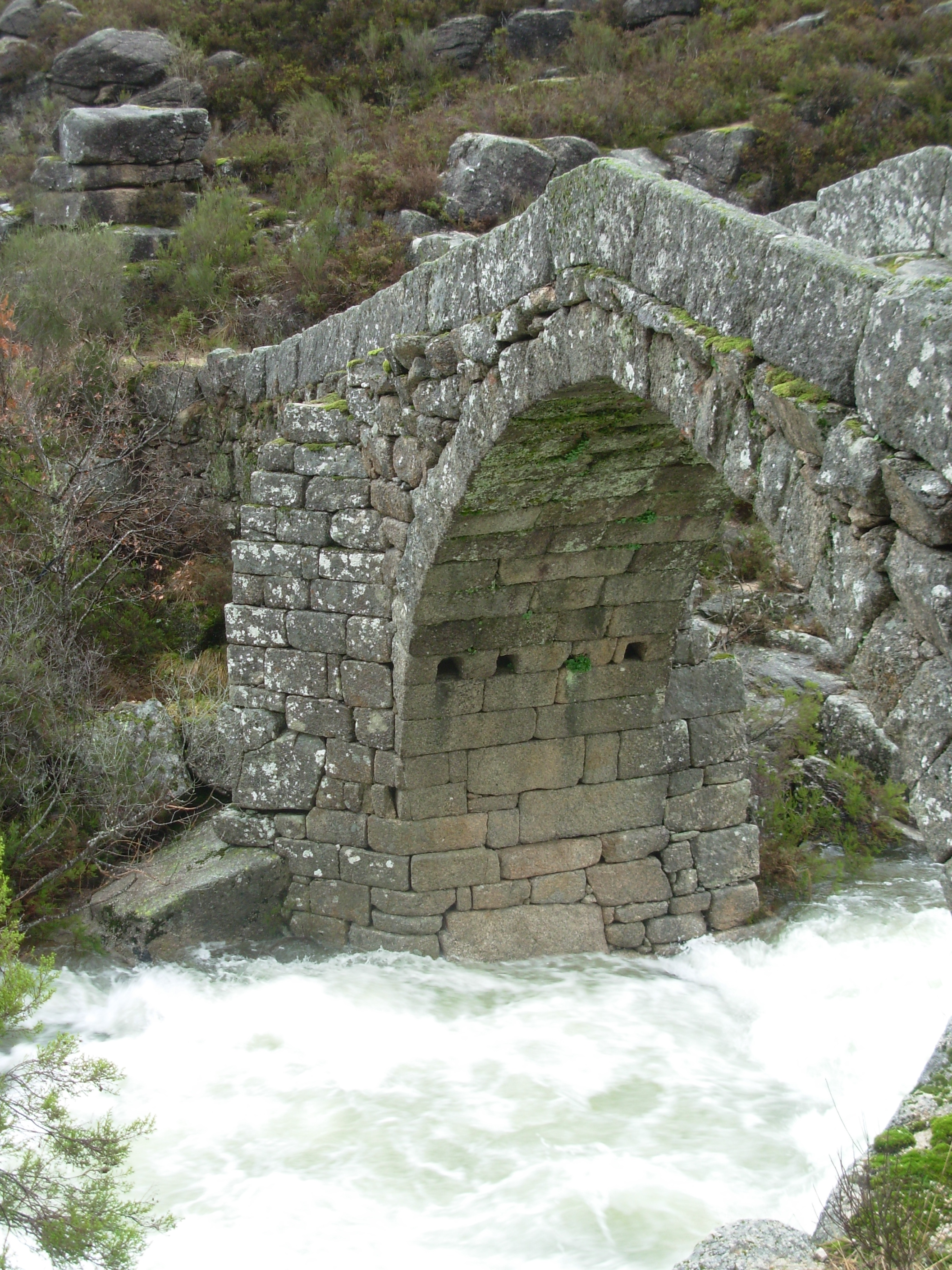
Arco da Ponte
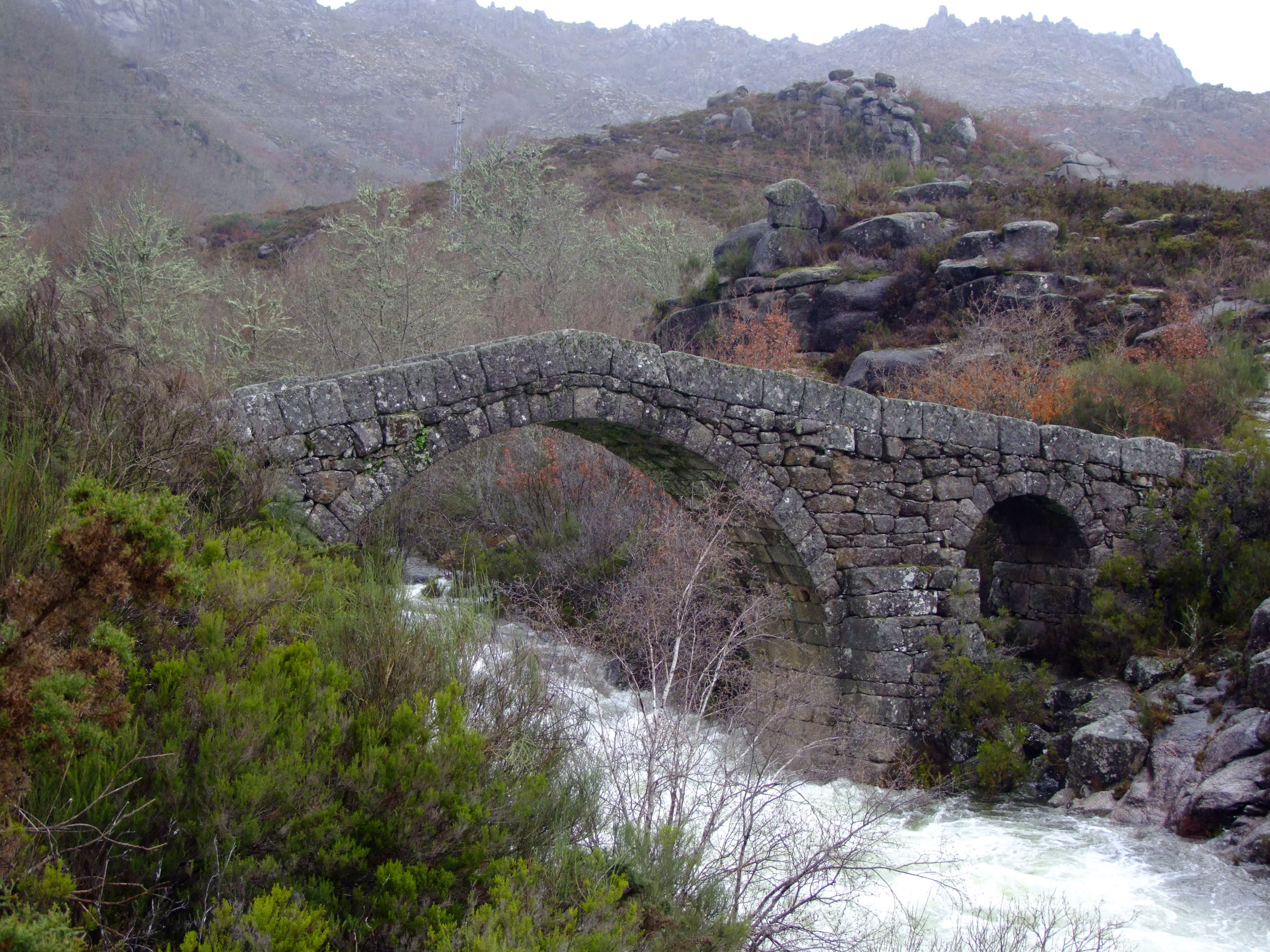
Vista Geral de Nascente
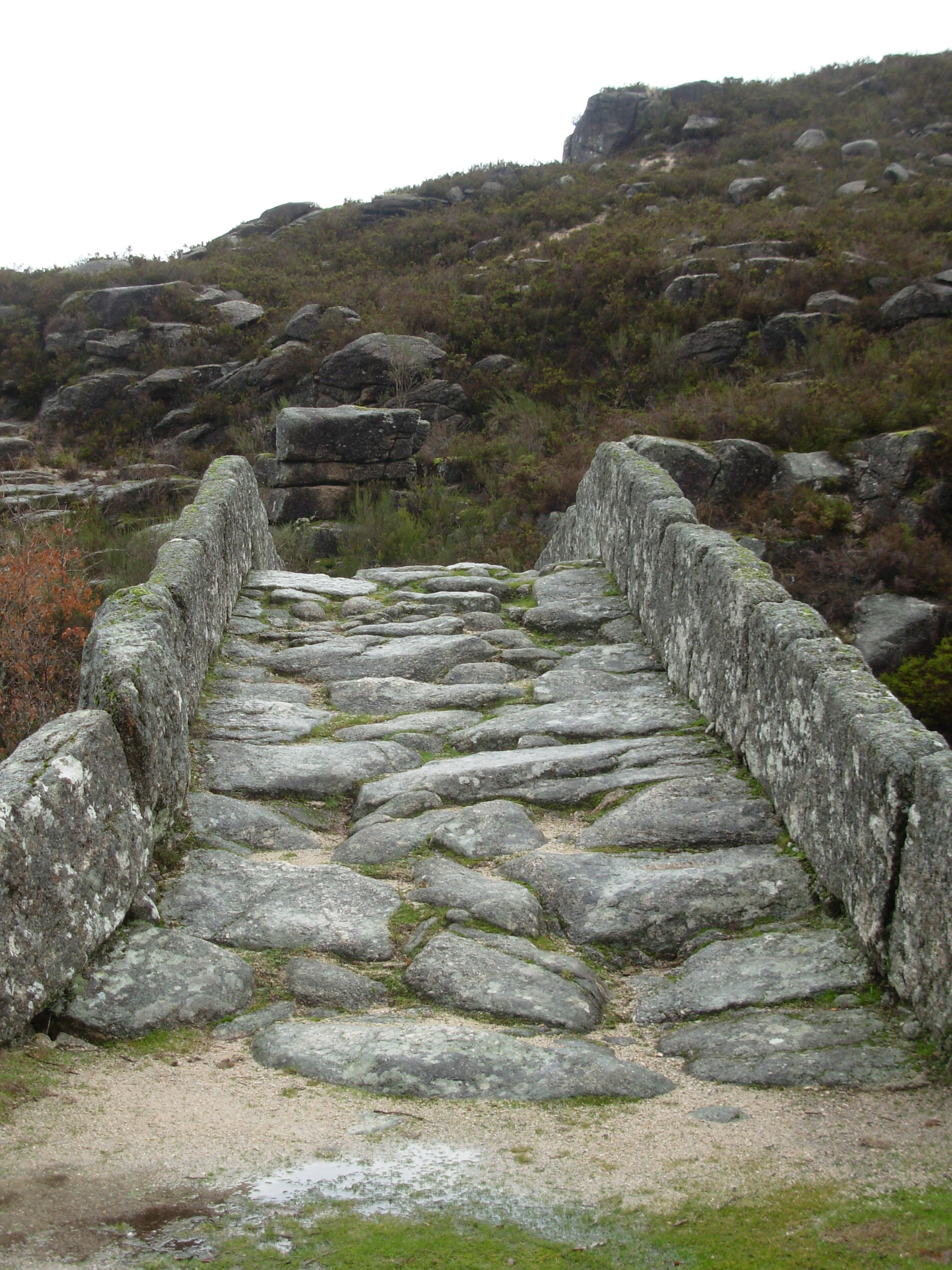
Tabuleiro e Pormenor do Lajeado
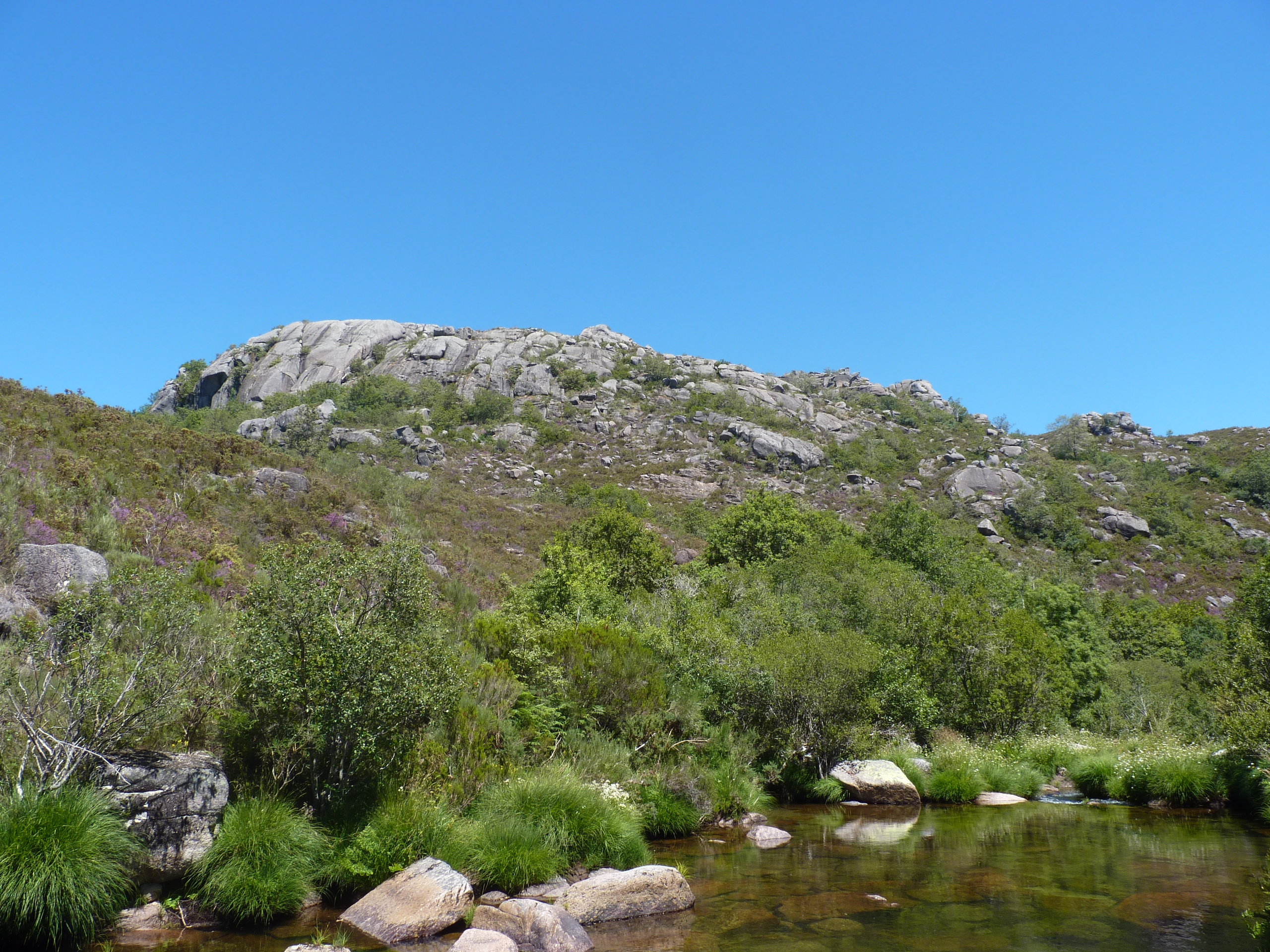
Vista da Ponte